# Chiesa del Sacro Cuore di Gesù (Villa d'Almè)
La chiesa del Sacro Cuore di Gesù è il principale luogo di culto cattolico  di Bruntino frazione di Villa d'Almè in provincia e diocesi di Bergamo; fa parte del vicariato di Almenno-Ponteranica-Villa d'Almè. Nel 1943 fu elevata a chiesa parrocchiale dal vescovo Adriano Bernareggi.

## Storia
Dagli atti della visita pastorale di san Carlo Borromeo arcivescovo di Milano dell'autunno del 1575, risulta che un edificio di culto era presente nella località di Bruntino parte della chiesa parrocchiale di Villa d'Almè, e che era gestita dalla confraternita della Misericordia Maggiore di Bergamo.
La nuova chiesa fu edificata nei primi anni del Novecento, su progetto dell'ingegnere Gian Franco Mazzoleni consacrata il 14 dicembre 1935 e intitolata al Sacro Cuore di Gesù. Elevata a chiesa parrocchiale il 10 dicembre 1943 dal vescovo Adriano Bernareggi, e riconosciuta agli effetti civili con decreto del 27 settembre 1944, con la registrazione l'11 novembre 1944 della corte dei Conti.
Con decreto del 27 maggio 1979 del vescovo Giulio Oggioni la chiesa fu inserita nel vicariato locale di Almenno San Salvatore - Ponteranica - Villa d'Almé.

## Descrizione
L'edificio di culto con orientamento a nord, è preceduto da un ampio sagrato con pavimentazione in asfalto. Otto gradini collegano lo spazio antistante con la facciata che è intonacata e si presente con un ampio pronao aperto ad arco terminante con la copertura a coppi e una croce ferrea. La facciata presenta nella parte superiore una finestra ad arco atta a illuminare l'aula, e termina con il tetto con gronda a due falde.
L'interno a unica navata è diviso in se campate da pilastri che poggiano alle arcate. L'aula è illuminata oltre che dalla finestra posta sulla facciata anche da quattro grandi finestre rettangolari poste lateralmente. Vi sono gli altari dedicati alla Madonna e a san Giuseppe. La zona presbiteriale a pianta rettangolare, con volta a botte è rialzata da cinque gradini.